# Сава (Таранто)
Сава (итал. Sava) је насеље у Италији у округу Таранто, региону Апулија.
Према процени из 2011. у насељу је живело 15898 становника. Насеље се налази на надморској висини од 111 м.

## Становништво
Према резултатима пописа становништва 2011. у општини је живело 16.501 становника.
| 1931.  | 1936.  | 1951.  | 1961.  | 1971.  | 1981.  | 1991.  | 2001.  | 2011.  |
| ------ | ------ | ------ | ------ | ------ | ------ | ------ | ------ | ------ |
| 11.527 | 12.331 | 15.009 | 15.861 | 14.837 | 16.081 | 16.579 | 16.163 | 16.501 |

## Партнерски градови
- Амфиполис